# Damiano Assanti
Damiano Assanti (Catanzaro, 9 luglio 1809 – Roma, 27 febbraio 1894) è stato un patriota, politico e prefetto italiano.

## Biografia
Imparentato con i generali Florestano e Guglielmo Pepe, avverso al regime borbonico, Damiano Assanti venne arrestato per aver partecipato ai moti cosentini del 1844 e imprigionato a Castel Sant'Elmo. Nel 1847 riuscì a raggiungere Guglielmo Pepe a Parigi. Ritornò a Napoli nel 1848, durante il governo costituzionale di Carlo Troya, e partecipò alla spedizione, guidata da Guglielmo Pepe, dell'esercito delle Due Sicilie contro gli austriaci nella prima guerra di indipendenza (1848), impegnandosi nella difesa di Venezia. Caduta la città veneta, ritornò in Francia stabilendosi a Nizza (1852).
Nel 1860 prese parte alla spedizione dei Mille come colonnello, distinguendosi a Milazzo (20 luglio 1860) e nella battaglia del Volturno. Con l'unità d'Italia entrò nell'esercito regolare, andando a riposo come maggior generale nel 1872. Nel 1862 fu prefetto di Bari. Fu inoltre deputato per la Destra storica nei collegi di Chiaravalle (Ancona) e di Pozzuoli, dall'VIII all'XI legislatura del Regno d'Italia; nel 1873 fu nominato senatore del regno.